# Междупрешленни вени
Междупрешленните вени съпровождат гръбначно-мозъчните нерви чрез междупрешленните отвори, получават вени от гръбначния мозък и дренира вътрешни и външни гръбначни сплитове.
Тяхното дрениране зависи на частта от тялото
- Шия: прешленна вена
- Гръд: междуребрени вени
- Поясна област: поясни вени
- Кръстцова област: странични кръстцови вени

Техните отвори са обезпечени с клапи.
Тази статия включва част от текста за редакция на обществено достояние на Анатомията на Грей.